# HLB글로벌
HLB글로벌(영어: HLB Global)은 HLB그룹 계열의 대한민국의 미디어커머스 기업이다.

## 역사 및 현황
모래 등 골재를 채취해 판매하는 자원환경 사업부의 물적분할(가칭 HLB리소스)을 추진 중이다.
2024년 업종을 기존의 기타 ‘비금속광물 광업’에서 미디어 커머스 중심의 ‘종합 소매업’으로 변경하였다.

## 사업장 현황
- 본점: 강원특별자치도 정선군 사북읍 소금강로 3583-1
- 인천지점: 인천광역시 중구 서해대로 17
- 서울지점: 서울특별시 마포구 양화로 45